# Euphthiracarus dlouhyorum
Euphthiracarus dlouhyorum är en kvalsterart som beskrevs av Sandór Mahunka 1984. Euphthiracarus dlouhyorum ingår i släktet Euphthiracarus och familjen Euphthiracaridae.

## Underarter
Arten delas in i följande underarter:
- E. d. dlouhyorum
- E. d. sanctipauli